# Саволь
Саво́ль (фр. Savolles) — коммуна во Франции, находится в регионе Бургундия. Департамент коммуны — Кот-д’Ор. Входит в состав кантона Мирбо-сюр-Без. Округ коммуны — Дижон.
Код INSEE коммуны — 21595.

## Население
Население коммуны на 2010 год составляло 156 человек.
| 1962 | 1968 | 1975 | 1982 | 1990 | 1999 | 2010 |
| ---- | ---- | ---- | ---- | ---- | ---- | ---- |
| 30   | 29   | 34   | 42   | 98   | 128  | 156  |

## Экономика
В 2010 году среди 105 человек трудоспособного возраста (15—64 лет) 83 были экономически активными, 22 — неактивными (показатель активности — 79,0 %, в 1999 году было 74,1 %). Из 83 активных жителей работали 81 человек (44 мужчины и 37 женщин), безработных было 2 (2 мужчин и 0 женщин). Среди 22 неактивных 9 человек были учениками или студентами, 8 — пенсионерами, 5 были неактивными по другим причинам.